# Nando Bodha
 (juin 2015).
Nandcoomar Bodha, dit Nando Bodha, est un homme politique mauricien né le 3 février 1954. Il occupe plusieurs postes gouvernementaux, notamment celui de ministre du Tourisme.
Il effectue une partie de sa scolarité à l'université Rennes 2, où il obtient un DEA en géographie. Son mémoire de fin d'étude porte sur l'« Urbanisme opérationnel et concertation à Cleunay », et est dirigé par Michel Phlipponneau.
Il démissionne de son poste de ministre des affaires étrangères le samedi 6 février 2021.